# Realm of Terror
Albums de Merciless Death
Evil in the Night
(2006)
Realm of Terror est le deuxième et dernier album studio en date du groupe de Thrash metal américain Merciless Death. L'album est sorti le 20 mai 2008 sous le label Heavy Artillery Records.
La pochette de l'album a été réalisée par Andreas Marschall.
L'album est également sorti en vinyle. Le tirage a été limité à 200 exemplaires. Il inclut en plus un poster de 24cm sur 24.

## Musiciens
- Andy Torres - chant, basse
- Dan Holder - guitare
- Cesar Torres - batterie

## Liste des morceaux
1. The Abyss - 0:59
2. Realm Of Terror - 2:56
3. Evil Darkness - 2:57
4. Tombs Of The Dead - 2:30
5. Death Warriors - 3:14
6. Cult Of Doom - 3:12
7. Tormented Fate - 3:56
8. Fall To The Pentagram - 1:07
9. The Gate - 3:17
10. Summoning Of The Ancient Ones - 4:01